# Mourine échancrée
Espèce
Synonymes
- Myliobatis marginata Geoffroy Saint-Hilaire, 1817

Statut de conservation UICN

 NT  : Quasi menacé
La Mourine échancrée, Mourine lusitanienne, Raie bœuf ou Raie chauve-souris ( Rhinoptera marginata) est une espèce de raies de la famille des Rhinopteridae.